# Володарі ночі (ацтеки)

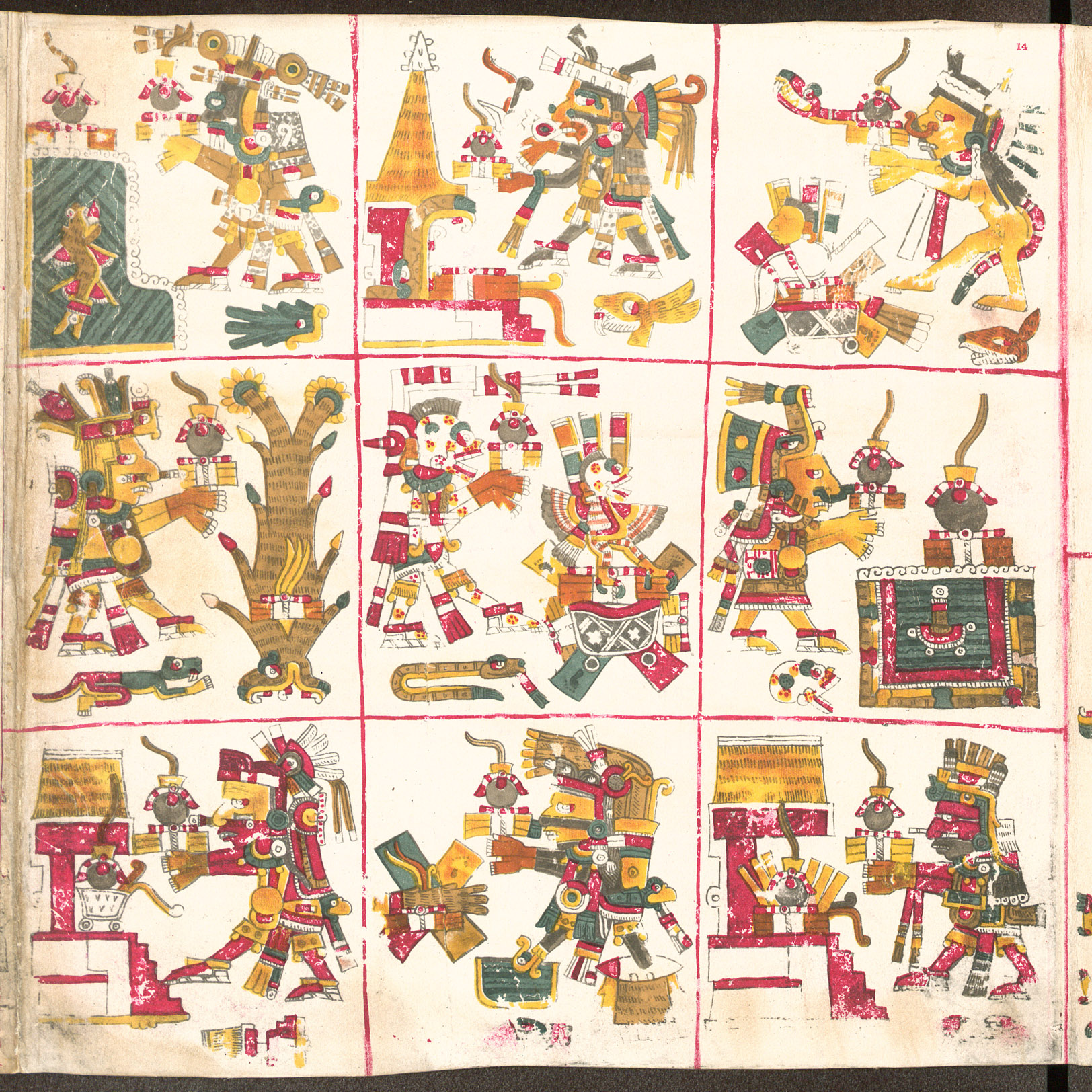
Володарі Ночі в Кодексі Борджіа

Володарі ночі (науатль Yohualtecuhtin) — в ацтекській міфології, група із дев'яти божеств, кожен з яких керує понад кожною із дев'яти ночей, що формують календарний цикл. Кожен бог спеціалізувався на певній доленосній силі, поганій чи добрій, яка була характерною для ночі, якою правив кожен з них.
Володарі ночі відомі як в календарі ацтеків, так і мая, проте конкретні імена володарів ночі у мая є невідомими. Ацтекські імена божеств стали відомими лише завдяки тому, що їхні імена були зазначені в Кодексі Теллеріано-Ременсіс та Кодексі Тудела.
В ацтекських кодексах володарі ночі позначаються буквено-цифровою класифікацією, яка являє собою серію від G1 до G9.
Існування 9-денного циклу в месоамериканських календарях вперше виявив у 1904 році Едуард Селер. Селер стверджував, що дев'ять володарів відповідали одному з дев'яти рівнів підземного світу і правили відповідною годиною уночі. Цей аргумент не був загальноприйнятим, оскільки докази свідчать про те, що певний нічний володар правив протягом усієї ночі, а не лише протягом певної години.
Зелія Наттолл стверджувала, що дев'ять володарів ночі представляли дев'ять місяців у місячному році.
У ацтекському календарі володарями дня є:
1. Шіутекутлі, бог вогню, володар часу.
2. Тецкатліпока, бог провидіння, темряви й невидимого; правитель Півночі.
3. Пільтцінтекутлі, бог бурі.
4. Сентеотль, бог кукурудзи.
5. Міктлантекутлі, бог мертвих, володар підземного світу.
6. Чальчіутлікуе, богиня води, володарка озер, річок і морів.
7. Тласольтеотль, богиня сексуальності, володарка гріхів.
8. Тепейоллотль, бог відлуння і гір, володар ягуарів.
9. Тлалок, бог блискавки, дощу і землетрусів.